# Azepina
Las azepinas son heterociclos insaturados de siete átomos, con un nitrógeno que reemplaza a un átomo de carbono.
Los átomos se numeran comenzando por el átomo de nitrógeno. La forma 1H (1H-azepina) que se muestra a la derecha es inestable a temperatura ambiente y se reorganiza (tautomería convirtiéndose en la 3H-azepina más estable. Además, las bases catalizan esta tautomerización:
El catión de la azepina es aromático porque tiene un sistema completamente conjugado de seis electrones π:

Los compuestos que contienen un anillo de azepina se denominan azepinas. El equivalente saturado de la azepina es el azepano.

## Síntesis
La síntesis de azepina se puede lograr mediante la descomposición del ácido azepina-1-carboxílico. Esto es accesible a partir de una expansión de anillo análoga a la reacción de Buchner entre el benceno y un éster de ácido azidofórmico: